# Henk Lategan
Pas d'image ? Cliquez ici
Henk Lategan, né le 5 mai 1994, est un pilote automobile sud-africain de Rallye Raid. Il a notamment terminé 2e en auto du Rallye Dakar 2025 et compte 4 victoires d'étapes sur ce rallye. 

## Biographie
Henk Lategan a toujours été passionné par les voitures, mais dans sa jeunesse, il s'intéressait surtout aux courses sur circuit. Cet intérêt pour le sport automobile a été nourri par son père Hein Lategan, lui-même pilote de course automobile. L'idole de Henk est le pilote français Sébastien Loeb. À 15 ans, le Sud-africain participe à sa première épreuve régionale en tant que copilote de son père.

## Rallye Dakar
| Année | Catégorie | Marque | Position       | Victoires d'étapes | Copilote       |
| ----- | --------- | ------ | -------------- | ------------------ | -------------- |
| 2021  | Auto      | Toyota | Abd. (étape 5) | -                  | Brett Cummings |
| 2022  | Auto      | Toyota | 31e            | 2                  | Brett Cummings |
| 2023  | Auto      | Toyota | 5e             | -                  | Brett Cummings |
| 2025  | Auto      | Toyota | 2e             | 2                  | Brett Cummings |

## Autres
- 2025 : Vainqueur du Championnat d'Afrique du Sud des Rallyes-Raids
- 2024 : Vainqueur du Championnat d'Afrique du Sud des Rallyes-Raids
- 2020 : Vainqueur des séries d'Afrique du Sud de cross-country
- 2019 : Vainqueur des séries d'Afrique du Sud de cross-country